# كونار وارزيشا
كونار وارزيشا (بالبولندية: Konrad Warzycha)‏ (14 فبراير 1989 بزابجه في بولندا - ) هو لاعب كرة قدم بولندي في مركز الوسط. لعب مع سبورتينغ كانساس سيتي وكولومبوس كرو ونادي شمال كارولاينا.

## روابط خارجية
- كونار وارزيشا على موقع الدوري الأمريكي (الإنجليزية)
- كونار وارزيشا على موقع قاعدة بيانات كرة القدم.إي يو (الإنجليزية)
- كونار وارزيشا على موقع Soccerway.com (الإنجليزية)
- كونار وارزيشا على موقع عالم كرة القدم.نت (الإنجليزية)